# Distrito de Cocharcas
El distrito de Cocharcas es uno de los ocho que conforman la provincia de Chincheros, ubicada en el departamento de Apurímac, en el Sur del Perú.
Desde el punto de vista jerárquico de la Iglesia católica forma parte de la Diócesis de Abancay la cual, a su vez, pertenece a la Arquidiócesis de Cusco.

## Historia
El distrito fue creado en los primeros años de la República.

## Geografía
La ciudad de Cocharcas se encuentra ubicada en los Andes Centrales. Está a 3 032 m s. n. m.
Se pueden visitar los diferentes vestigios de los Chankas, que se ubican en la margen del Río Pampas, así como realizar canotaje.

### Localización
| Noroeste: Concepción (Vilcas Huamán)   | Norte: Chincheros                                    | Noreste: Anccohuayllo          |
| Oeste: Vilcas Huamán (Vilcas Huamán)   |                                                      | Este: Anccohuayllo y Uranmarca |
| Suroeste: Vilcashuamán (Vilcas Huamán) | Sur: Vilcashuamán y Saurama (Ambos en Vilcas Huamán) | Sureste: Uranmarca             |

## Autoridades

### Municipales
- 2019-2022
  - Alcalde: Abel Carbajal Sulca.
- 2015-2018[3]
  - Alcalde: Juan Pedro Quispe Salas.
- 2011-2014[4]
  - Alcalde: Félix Octavio Ludeña Chávez, del Movimiento Popular Kallpa.
  - Regidores: Abel Carbajal Sulca (Kallpa), Wilber Díaz Blaz (Kallpa), Alejandro Saccaco Gonzales (Kallpa), Lucía Vargas Mendoza (Kallpa), Elio Ureta Blaz (Llapanchik).
- 2007-2010
  - Alcalde: Silverio Florentino Valer Pizarro.

## Festividades
En este distrito se venera la antiquísima y milagrosa imagen de Nuestra Señora de Cocharcas, gran devoción cuatricentenaria en el Virreinato del Perú que hasta hoy atrae numeroso gentío en sus fiestas del mes de septiembre.